# Piaroa hoyosi
Espèce
Piaroa hoyosi est une espèce de schizomides de la famille des Hubbardiidae.

## Distribution
Cette espèce est endémique du département de Caldas en Colombie.Elle se rencontre vers La Dorada à 60 m d'altitude.

## Description
Le mâle holotype mesure 3,62 mm.

## Étymologie
Cette espèce est nommée en l'honneur de David Hoyos Velásquez.

## Publication originale
- Delgado-Santa & Armas, 2013 : Tres nuevos Hubbardiinae (Schizomida: Hubbardiidae) de Colombia. Revista Ibérica de Aracnología, vol. 22, p. 37-45 (texte intégral).